# Pelicano-branco

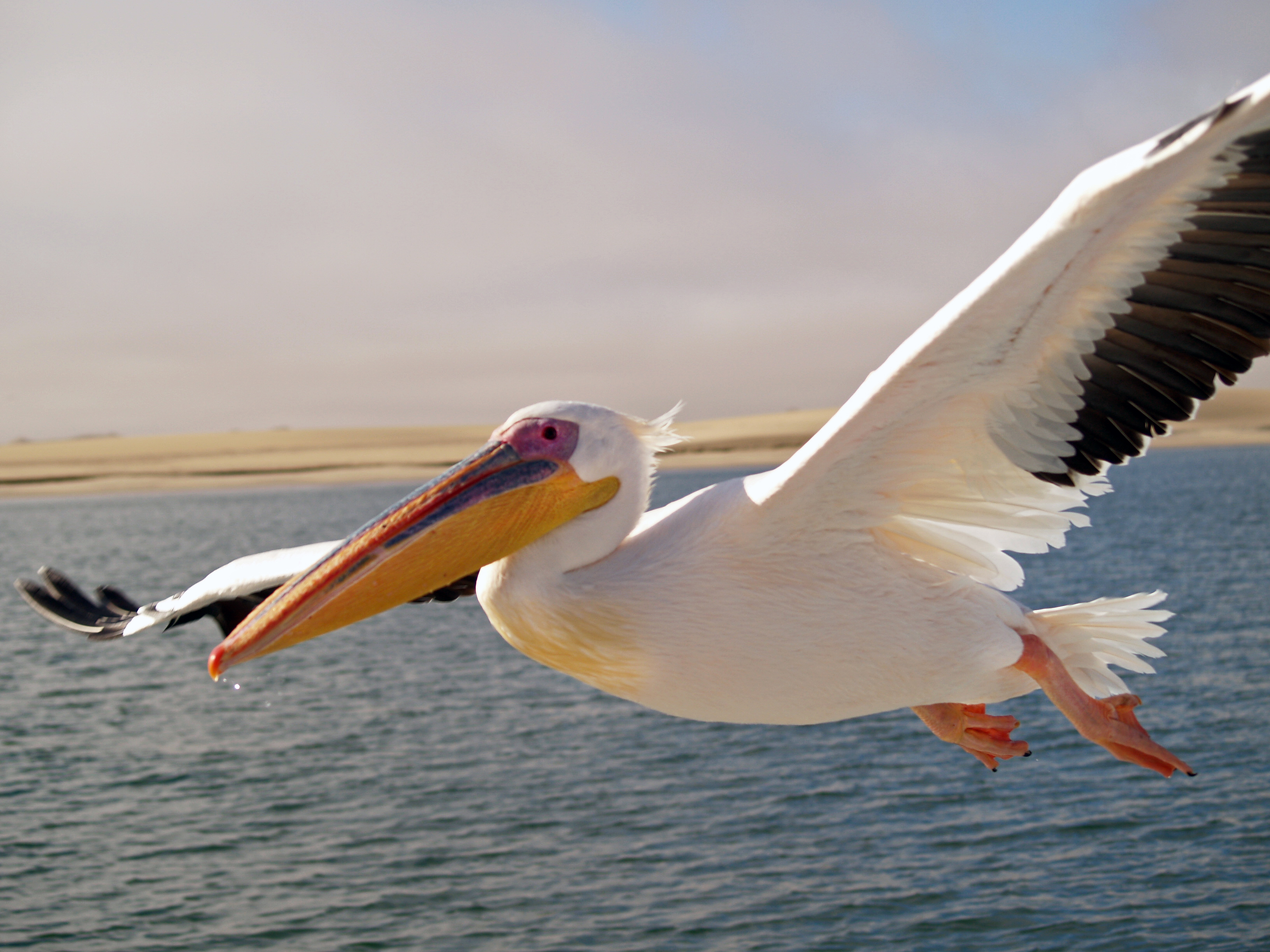
Pelicano branco en Walvis Bay.

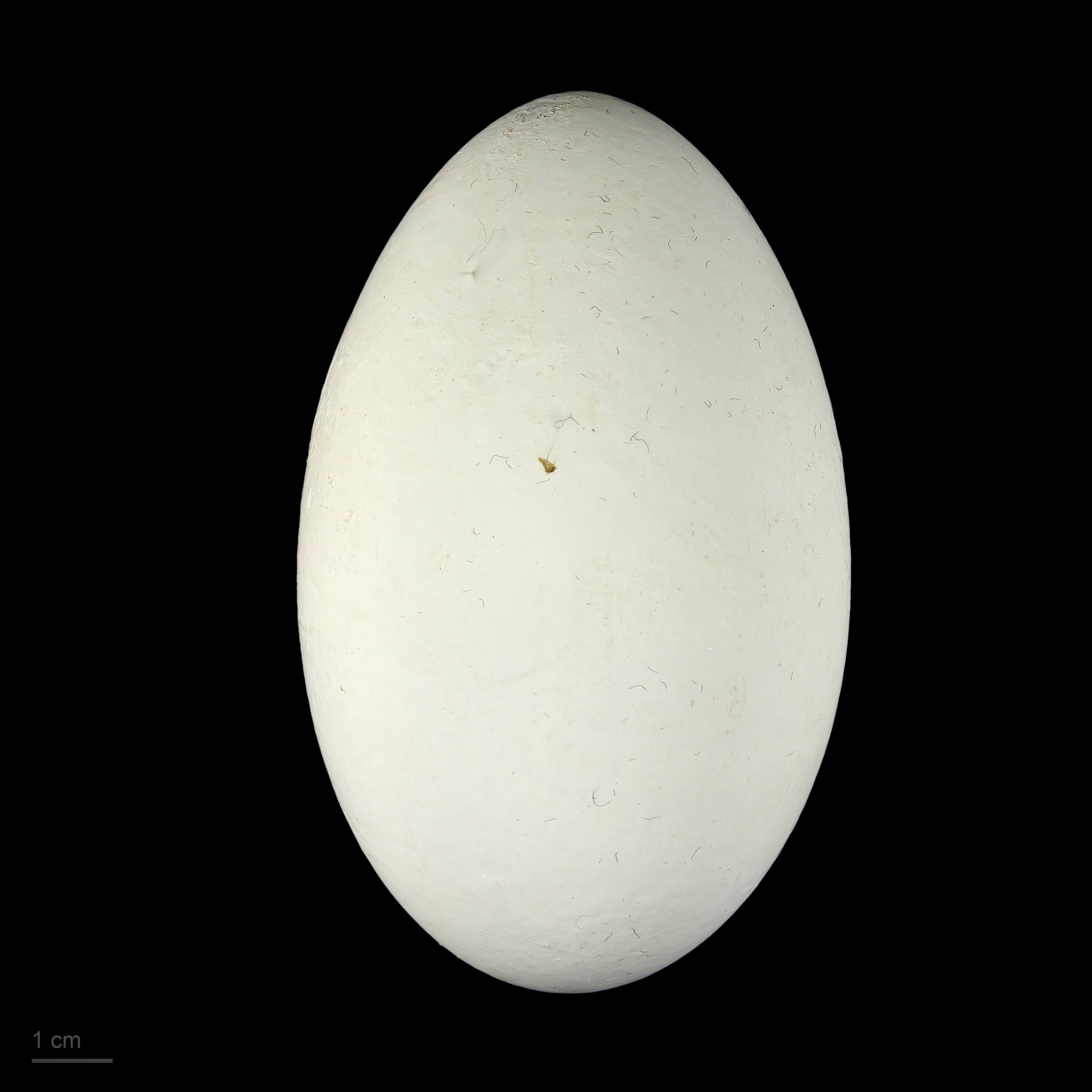
Pelecanus onocrotalus - MHNT

O pelicano-branco (Pelecanus onocrotalus), também chamado onocrótalo, pelicano-comum ou pelicano-real, é uma espécie de pelicano distribuída pelo sudeste da Europa e Ásia. A sua plumagem é caracteristicamente branca. Uma das maiores colónias da espécie é o delta do Rio Danúbio. Mede cerca de 1,6 metros de comprimento e atinge 2,8 metros de envergadura.

## Subespécies
A espécie é monotípica (não são reconhecidas subespécies)